# Drew Moor
Drew Moor (Dallas, Texas, Estados Unidos, 15 de enero de 1984) es un futbolista estadounidense. Juega de defensa, y su actual equipo es el Colorado Rapids de la Major League Soccer de los Estados Unidos.

## Selección nacional
Ha sido internacional con la Selección de fútbol de los Estados Unidos, con la que jugó 5 partidos.

### Participaciones en Copas del Mundo
| Mundial                                | Sede                   | Resultado   |
| -------------------------------------- | ---------------------- | ----------- |
| Copa Mundial de Fútbol Juvenil de 2003 | Emiratos Árabes Unidos | 4° de final |

### Participaciones Internacionales
| Torneo            | Sede      | Resultado    |
| ----------------- | --------- | ------------ |
| Copa América 2007 | Venezuela | Primera fase |

## Clubes
| Club                 | País           | Año           |
| -------------------- | -------------- | ------------- |
| Chicago Fire Premier | Estados Unidos | 2004          |
| FC Dallas            | Estados Unidos | 2005-2009     |
| Colorado Rapids      | Estados Unidos | 2009-2015     |
| Toronto FC           | Canadá         | 2016-2019     |
| Colorado Rapids      | Estados Unidos | 2020-presente |

## Palmarés

### Títulos nacionales
| Título                          | Club            | País           | Año  |
| ------------------------------- | --------------- | -------------- | ---- |
| Conference Cup                  | Colorado Rapids | Estados Unidos | 2010 |
| MLS Cup                         | Colorado Rapids | Estados Unidos | 2010 |
| Supporters' Shield              | Toronto FC      | Estados Unidos | 2017 |
| Conference Cup                  | Toronto FC      | Estados Unidos | 2017 |
| Copa MLS                        | Toronto FC      | Estados Unidos | 2017 |
| Campeonato Canadiense de Fútbol | Toronto FC      | Canadá         | 2016 |
| Campeonato Canadiense de Fútbol | Toronto FC      | Canadá         | 2017 |
| Campeonato Canadiense de Fútbol | Toronto FC      | Canadá         | 2018 |

### Distinciones individuales
| Distinción                                                      | Año  |
| --------------------------------------------------------------- | ---- |
| Juego de las Estrellas de la Major League Soccer                | 2015 |
| Jugador de la MLS con más partidos continuos como titular (68). | 2015 |